# Вулька-Носовська
Вулька-Носовська (пол. Wólka Nosowska) — село в Польщі, у гміні Стара Корниця Лосицького повіту Мазовецького воєводства. Населення — 412 осіб (2011).

## Історія
За даними етнографічної експедиції 1869—1870 років під керівництвом Павла Чубинського, у селі переважно проживали греко-католики, які розмовляли українською мовою.
У 1975—1998 роках село належало до Білопідляського воєводства.

## Демографія
Демографічна структура станом на 31 березня 2011 року:
|          | Загалом | Допрацездатний вік | Працездатний вік | Постпрацездатний вік |
| -------- | ------- | ------------------ | ---------------- | -------------------- |
| Чоловіки | 184     | 37                 | 124              | 23                   |
| Жінки    | 228     | 43                 | 116              | 69                   |
| Разом    | 412     | 80                 | 240              | 92                   |